# Gastrolobium bracteolosum
Gastrolobium bracteolosum là một loài thực vật có hoa trong họ Đậu. Loài này được (F. Muell.) G. Chandler & Crisp mô tả khoa học đầu tiên năm 2002.